# Mnohovesmír
Mnohovesmír (též multivesmír, multiversum, v angličtině multiverse) je teorie o existenci mnoha vesmírů. Jde o pojem, který se používá:
Ve vědě:
- Mnohovesmír se objevuje jako předpoklad některých kosmologických teorií nebo v jedné z interpretací kvantové teorie („mnohosvětová“ interpretace).
- Paralelní vesmíry – koncept, kdy známý vesmír je jen jedním z mnoha a mezi jednotlivými paralelními vesmíry lze nějakým způsobem cestovat (červí díry). Existuje oprávněná domněnka, že pokud by opravdu existovalo více navzájem různých vesmírů, je možné, že by tyto jiné vesmíry mohly mít i odlišné přírodní (fyzikální, chemické) zákony, než má vesmír náš.

Ve fikci (především sci-fi a fantasy literatuře):
- Ze sci-fi například Star Trek, Červený trpaslík, Hvězdná brána, Stopařův průvodce po Galaxii, Rick and Morty, Doctor Who,  The Flash, Muž z vysokého zámku
- Z fantasy například Amber, Narnie
- Ve fantasy je častý koncept existence dvou světů – „obyčejného“ a „fantasy“, bez vysvětlení zda se jedná o část většího počtu vesmírů.
- Mnohá z vysvětlení cestování časem zahrnují paralelní vesmíry:
  - Když cestujete časem, ve skutečnosti skončíte v paralelním vesmíru identickým s naším vesmírem v příslušném čase.
  - Když něco změníte v minulosti, rozdělíte vesmír na dva – před změnou a po změně.

## Hypotézy mnohovesmíru ve fyzice

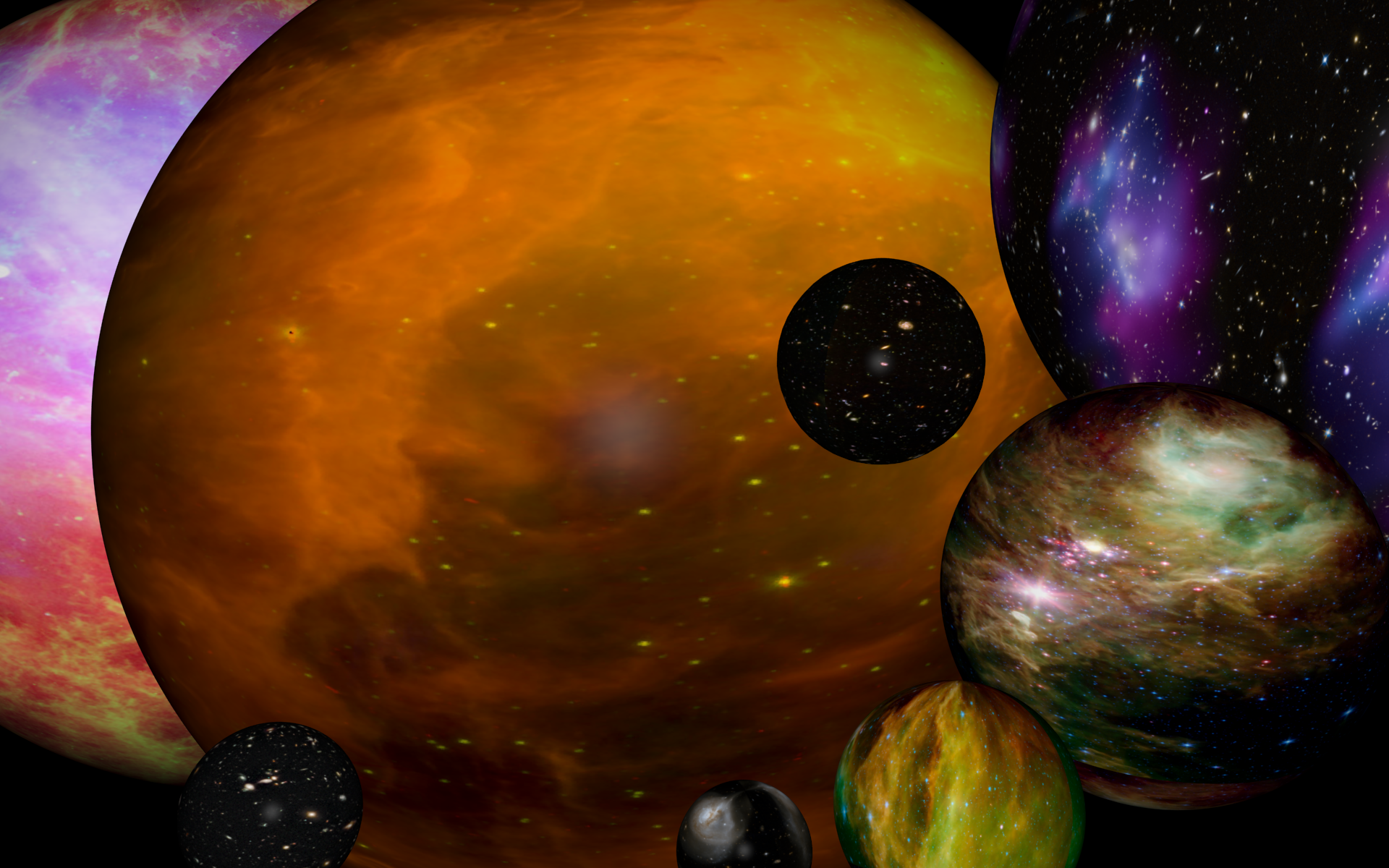
Umělcova představa mnohovesmíru úrovně II

### Kategorie
Max Tegmark a Brian Greene vytvořili schéma pro kategorizaci různých teoretických typů mnohovesmírů nebo typů vesmírů, které teoreticky tvoří mnohovesmír.

#### Čtyři úrovně podle Marka Tegmarka
Kosmolog Mark Tegmark vytvořil taxonomii vesmírů kromě známého pozorovatelného vesmíru. Úrovně v Tegmarkově klasifikaci jsou uspořádané tak, že následující úroveň může být chápána jako rozšíření předcházející a jsou stručně popsány níže. 

#### Úroveň I: Za naším kosmologickým horizontem
Všeobecný předpoklad pro chaotickou inflaci je nekonečný ergodický vesmír, který musí obsahovat Hubbleovy objemy splňující počáteční podmínky.
Následkem toho nekonečný vesmír obsahuje nekonečný počet Hubbleových objemů. Ve všech platí stejné fyzikální zákony a konstanty. Co se týče konfigurace, jako je například rozložení hmoty, skoro všechny se budou lišit od našeho Hubbleova objemu. Napříč tomu budou existovat Hubbleovy objemy s podobnou, či dokonce identickou konfigurací, protože existuje nekonečný počet Hubbleových objemů velmi daleko za naším kosmologickým horizontem. Tegmark odhadl vzdálenost objemu, který je identický s naším, na 210118 metrů od nás. 
Při předpokladu nekonečného vesmíru by existoval nekonečný počet Hubbleových objemů identických s naším. To odpovídá přímo kosmologickému principu, který říká, že náš Hubbleův objem není výjimečný ani unikátní.

#### Úroveň II: Vesmíry s rozdílnými fyzikálními konstantami

„Bublinový vesmír“: Každý disk je bublinový vesmír (Vesmír 1 až Vesmír 6 představují rozdílné bubliny; jejich fyzikální konstanty se liší od našich); náš vesmír je jen jednou z bublin.

V teorii věčné inflace, variaci teorie kosmické inflace, se mnohovesmír nebo prostor jako takový rozpíná a bude rozpínat navěky, ale některé oblasti prostoru se přestaly rozpínat a vytvořily samostatné bubliny (jako plynové kapsy v kynoucím chlebu). Takovéto bubliny jsou zárodky mnohovesmírů úrovně I. Linde a Vančurin vypočítali množství těchto vesmírů řádově v 101010000000.
V rozdílných bublinách může nastat rozdílné spontánní narušení symetrie, což může vyústit v rozdílné vlastnosti jako například v rozdílné fyzikální konstanty.
Tato úroveň zahrnuje teorii oscilačního vesmíru od Johna Archibalda Wheelera a teorii plodných vesmírů od Leeho Smolina.

#### Úroveň III: Mnohosvětová interpretace kvantové mechaniky
Mnohosvětová interpretace (MWI) od Hugha Everetta je jednou z několika hlavních interpretací kvantové mechaniky.
V krátkosti, jedním z aspektů kvantové mechaniky je, že některé pozorování se nedají zcela předpovědět. Namísto toho existuje množina možných pozorování, každé s jinou pravděpodobností. MWI říká, že každé z těchto pozorování se odehrává v jiném vesmíru. Předpokládejme, že hodíme kostkou o šesti stranách a že číselný výsledek hodu odpovídá kvantově mechanickému pozorování. Všech 6 možností dopadu kostky představuje 6 rozdílných vesmírů 
(Přesněji MWI je jenom jeden vesmír, ale po rozdělení do vícero světů spolu tyto světy nemohou interagovat).
Tegmark tvrdí, že mnohovesmír III. úrovně neobsahuje více možností v daném Hubbleovu objemu jako mnohovesmíry úrovně I a II. Ve výsledku všechny možné světy vytvořené štěpením mnohovesmíru III. úrovně se stejnými fyzikálními konstantami je možné nalézt v některém Hubbleově objemu úrovně I. Tegmark dále píše, že „Jediný rozdíl, mezi úrovní I a III je místo, kde existují tví dvojníci. V úrovni I žijí někde jinde ve starém dobrém trojrozměrném prostoru. V úrovni III žijí na jiné kvantové větvi v nekonečně rozměrném Hilbertově prostoru.“
Podobně všechny bublinové vesmíry II. úrovně s rozdílnými fyzikálními konstantami se dají nalézt jako světy vytvořené štěpením v momentě spontánního narušení symetrie v mnohovesmíru III. úrovně.. Podle Yasunoriho Nomury, Raphaela Boussa a Leonarda Susskinda je tomu tak proto, že globální časoprostor objevující se v mnohovesmíru o nekonečné inflaci je nadbytečný koncept. Z toho vyplývá, že mnohovesmíry I., II. a III. úrovně jsou de facto to samé. Tato hypotéza se nazývá „Mnohovesmír = kvantově mnoho světů“. Podle Yasunoriho Nomury je tento mnohovesmír statický a čas je prostá iluze.
S myšlenkou vícera světů souvisí myšlenka vícera historií od Richarda Feynmana a vícerých myslí od Heinze-Dietera Zeha.

#### Úroveň IV: Konečný soubor
Jako konečný soubor označujeme hypotézu samotného Tegmarka.
Tato úroveň považuje všechny vesmíry, které se dají popsat pomocí rozličných matematických stuktur, za stejně reálné.
Tegmark tvrdí, že: „Abstraktní matematika je tak všeobecná, že každá Teorie všeho (TOE), definovatelná čistě formálním způsobem (nezávisle na nepřesné lidské terminologii), je zároveň matematickou strukturou. Například TOE zahrnující soubor rozličných typů entit (řekněme označovaných slovy) a vztahů mezi nimi (řekněme označovaných dalšími slovy) není nic jiného, než to, co matematici nazývají model teorie množin a všeobecně lze najít formální systém tohoto modelu.“
Tvrdí, že to „znamená, že jakákoliv možná teorie paralelních vesmírů lze popsat pomocí IV. úrovně“ a „zahrnuje všechny možnosti, proto uzavírá hierarchii mnohovesmírů a neexistuje nic jako, řekněme, úroveň V.“ 
Naproti tomu Jürgen Schmidhuber tvrdí, že soubor matematických struktur není ani dostatečně definovaný a připouští jen vesmíry popsatelné pomocí konstruktivní matematiky, tzn. počítačového programu.
Schmidhuber výslovně zahrnuje i vesmíry popsatelné nerozhodnutelnými programy, jejichž výstupní bity se po určitém čase shodují, i když samotná doba shody může být nepředvídatelná pomocí konečného programu kvůli omezením problému zastavení Kurta Gödela. Také výslovně řeší více omezenou skupinu rychle vypočítatelných vesmírů.